# Esther Hobart Morris
Pour les articles homonymes, voir Hobart (homonymie) et Morris.
Esther Hobart Morris (8 août 1814 - 3 avril 1902) est la première femme juge de paix aux États-Unis.
Le Conseil des commissaires du comté de Sweetwater a nommé Esther Hobart Morris comme juge de paix après que le mandataire précédent, R. S. Barr, a démissionné pour protester contre le passage du Wyoming à l'amendement du suffrage féminin en décembre 1869. Lorsque la constitution a été approuvée par le gouverneur territorial John A. Campbell, l'État est devenu la première juridiction aux États-Unis à accorder le droit de vote aux femmes, un droit qui n'a été reconnu à l'échelle nationale qu'en 1920.

## Premières années
Esther Hobart est née dans le comté de Tioga, le 8 août 1814. Orpheline à un âge précoce, elle est élevée par ses grands-parents. Apprentie couturière, elle met en place une petite entreprise de fabrication de chapeaux et de vente de produits pour femmes. Engagée dans la lutte contre l'esclavage, elle s'oppose au mouvement d'avocats anti-abolitionnistes menaçant de destruction une église ayant soutenu l'abolition.
En 1841, elle épouse Artemus Slack, mais celui-ci décède seulement trois ans après leur union. Elle déménage avec son premier fils Archibald Slack dans l'Illinois, où son défunt mari, un ingénieur civil, avait acquis des biens. Elle se heurte cependant à la loi, selon laquelle une femme ne peut posséder ou hériter de biens. À la suite d'un second déménagement à Peru en Illinois, elle se remarie avec un marchand local, John Morris en 1850. Au printemps 1868, la famille s'installe dans la ville de South Harbour au Wyoming, afin d'ouvrir un saloon.
En 1869, accompagnée de ses deux fils jumeaux de dix-huit ans, Robert et Edward issus de sa seconde union, elle s'aventure à l'ouest pour rejoindre le reste de sa famille. Ils voyagent tout d'abord en train à travers le chemin de fer transcontinental nouvellement achevé à Point of Rocks, à 25 milles à l'est de Rock Springs. De là, Esther Morris et ses garçons continuent au nord par la diligence. Le paysage sec et rocheux se révèle bien différent des terres fertiles qu'elle connaissait dans l'Illinois et à New York. Les Morris choisissent de s'installer dans une cabane en bois munis d'un toit en gazon que le fils aîné d'Esther avait achetée.
Les résidents de la région de South Pass sont confrontés à un isolement extrême pendant les longs hivers. À cette époque, John Morris et Archibald Slack montrent un intérêt certain pour les propriétés minières. Initialement, les perspectives de la ruée vers l'or se veulent prospères. Les mines et les entreprises adjacentes de South Pass City ont assuré l'embauche de 2 000 travailleurs entre 1868 et 1869, selon une étude de l'université Stanford. En 1875, ils n'étaient plus qu'une centaine.
Mère de trois garçons, Esther Hobart Morris commence son mandat de justice à South Pass City dans le Wyoming, le 14 février 1870, pour une durée de moins de neuf mois. Elle aurait joué un rôle influent auprès de William H. Bright, représentant de la convention constitutionnelle territoriale du Wyoming, afin d'introduire une clause en faveur du suffrage féminin dans la constitution territoriale de 1869.

## Juge de paix à South Pass City
Esther Morris s'est à peine installée dans sa nouvelle maison à South Pass City, lorsque le juge de la Cour de district, John W. Kingman, la nomme juge de paix en 1870. Le Conseil des commissaires du comté de Sweetwater approuve ce mandat dans un vote de deux contre un, le 14 février 1870.
L'affranchissement des femmes par le territoire du Wyoming est énoncé par le greffier du comté dans le télégraphe suivant : « Le Wyoming, le plus jeune et l'un des territoires les plus riches aux États-Unis, a donné des droits égaux aux femmes dans leurs actions et leurs mots ».
Esther Morris demande à ses fils de la soutenir dans la salle d'audience. Elle nomme Archibald, comme greffier de district et Robert en tant que commis adjoint à temps partiel, chargé de tenir les procès-verbaux et d'établir des mandats d'arrêt. En revanche, son mari John s'oppose activement à la nomination de son épouse. Une opposition si vive qu'Esther l'aurait un temps fait emprisonner.

Le juge Morris statue sur 27 affaires pendant plus de huit mois, dont neuf affaires pénales auprès d'une population constituée essentiellement de mineurs, joueurs, spéculateurs, propriétaires d'entreprises et prostituées. À cette période, on dénombre un ratio de quatre hommes contre une femme dans l'ensemble de la communauté. Elle exerce son poste de juge de paix jusqu'à ce que son mandat expire le 6 décembre 1870. 

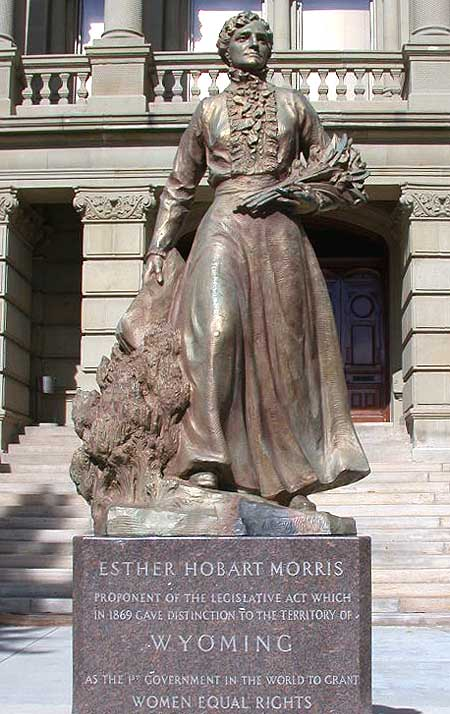
Statue commémorative d'Esther Hobart Morris, à l'extérieur du Wyoming State Capitol, à Cheyenne, en 2004.

Malgré une demande de réélection, son engagement prend fin. La magistrature historique d'Esther Morris recueille une évaluation favorable à la fin de son mandat publié dans le South Pass News, dont son fils Archibald est l'éditeur. Cependant, le Wyoming Tribune, publié à Cheyenne, se fait l'écho des commentaires plus contrastés du secrétaire territorial Lee : « Le peuple du comté de Sweetwater n'avait ni le bon sens, ni le jugement nécessaire pour la désigner et l'élire à ce poste ». Les défis de la cour liés à une circonscription difficile sont aggravés par les méfaits de son mari, John, et sa réputation de braqueur. Selon le American Heritage Magazine, il s'agit de la principale raison de son arrestation lors des derniers jugements prononcés par son épouse.

## Retour à la vie civile
En 1871, un incendie ravage le bureau du journal de South Pass City, détenu et exploité par Archibald Slack, l'obligeant à déménager avec sa femme Sarah à Laramie dans le comté d'Albany. Esther Morris quitte le camp et son mari. Elle se rend brièvement à Laramie, avant de poursuivre sa route vers Albany, à New York, puis à Springfield, où elle passe ses hivers. L'été la voit revenir au Wyoming, où elle rejoint ses fils. L'errance d'Esther Morris se termine dans les années 1880, lorsqu'elle retourne à Cheyenne pour vivre avec son fils Robert.

## Le suffrage féminin
Pendant de nombreuses années, Esther Hobart Morris est célébrée comme la « mère du suffrage féminin » aux États-Unis. Peu de temps après sa promulgation comme juge de paix, elle est créditée comme l'instigatrice et la co-auteure de la loi révolutionnaire de 1869 du Territoire du Wyoming, accordant aux femmes le droit de vote. La loi avait été rédigée dans une première version, un an auparavant par le vétéran de la guerre civile et résident de South Pass City, William H. Bright.
Pour certains détracteurs et critiques, l'enregistrement public qui célèbre le rôle du juge Morris en tant que responsable du suffrage est exagéré. Les premières mentions de son action comme suffragette remontent à son arrivée à South Pass City, où elle aurait organisé une soirée thé pour les électeurs et les candidats à la première législature territoriale du Wyoming. Les histoires populaires considèrent que l'objectif d'Esther Morris était de s'assurer que les candidats se soient bien engagés à se soumettre au suffrage. Pourtant, certains affirment que cet événement peut n'avoir jamais eu lieu.

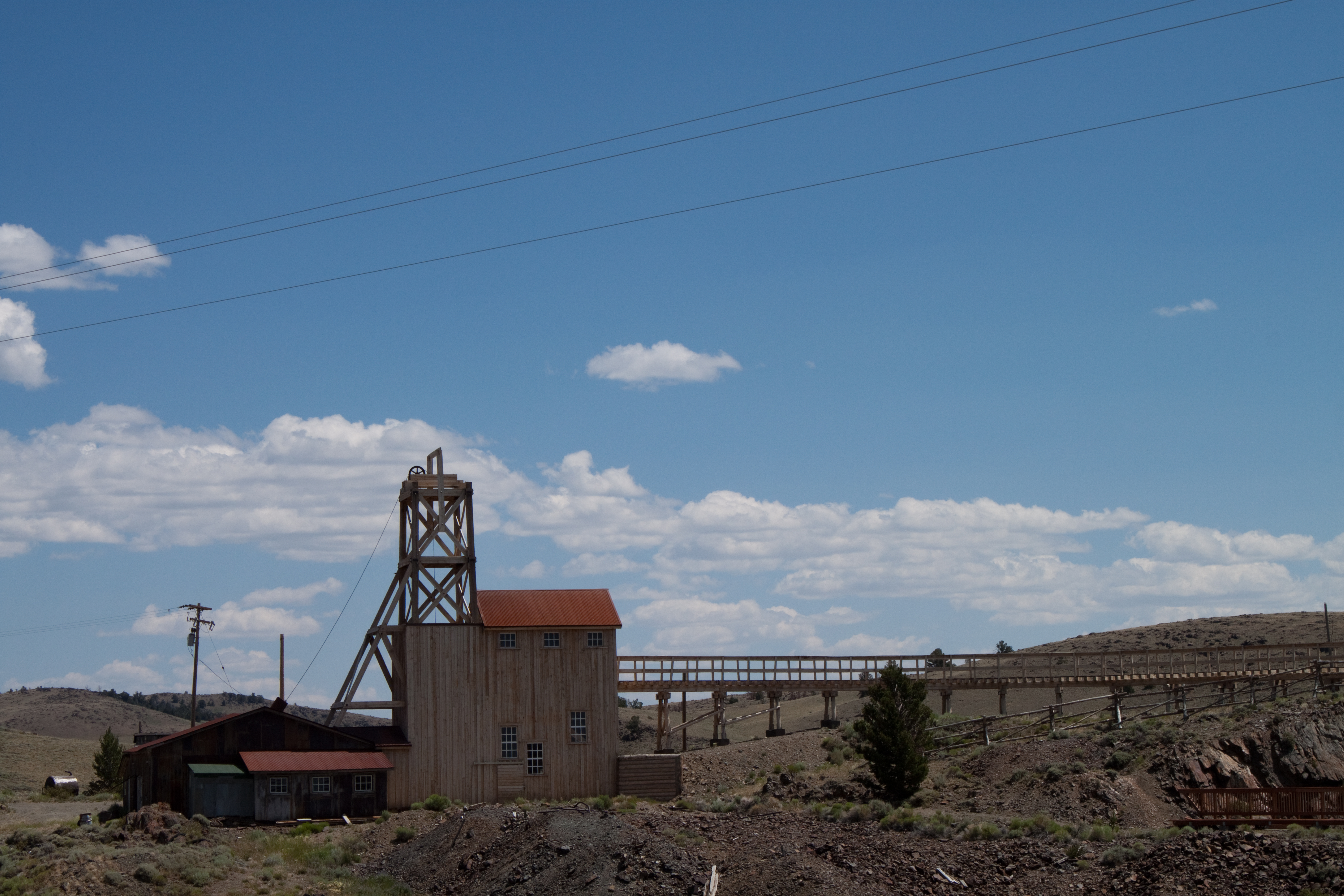
South Pass City, Wyoming, États-Unis, 2011.

La recherche moderne suggère que son fils aîné, rédacteur de journaux pour la ville de Cheyenne, a peut-être joué un rôle dans l'origine de l'histoire du propre rôle de sa mère. D'autres recherches mènent à Melville C. Brown, ami du juge Morris et président de la Convention constitutionnelle de 1889 à Cheyenne. Il affirme qu'elle aurait elle-même présentée le projet de loi de suffrage à la législature. Par la suite, son premier fils Archibald, commence également à se référer à sa mère dans le journal Cheyenne Sun comme « The Mother of Suffrage ».
L'histoire de la fête du thé serait restée sous silence si H.G. Nickerson, législateur territorial, ne l'avait pas mentionnée dans une lettre adressée au Lander Wyoming State Journal et publiée le 14 février 1919. Il y raconte la soirée thé et sa présence en tant que candidat à la législation, quelque cinquante ans après l'événement. Dans une pointe du chapeau honorant le juge Morris, il écrit : « À Mme Esther Morris sont dus le crédit et l'honneur de défendre et de délivrer le suffrage féminin aux États-Unis ».
L'histoire de H.G. Nickerson gagne une grande importance après que son amie, l'historienne Grace Raymond Hebard publie le compte-rendu de cette soirée dans une brochure de 1920, intitulée Comment le suffrage féminin est venu au Wyoming (1869). La brochure est si largement distribuée que les étudiants des écoles publiques de l'État y ont accès. Pendant de nombreuses années, Grace Raymond Hebard s'est battue pour faire avancer la revendication, en promouvant Esther Morris comme instigatrice de la loi sur le suffrage au Wyoming.
En 1960, le Wyoming célèbre l'action du juge Morris comme un élan clé du suffrage dans l'état, en faisant don d'une statue de bronze de taille réelle réalisée par Avard Fairbanks. Celle-ci appartient à la Collection National Statuary Hall et est installée dans la rotonde du Capitole à Washington. Parmi les officiels présents lors de la cérémonie, la salle Statuary accueille le vice-président Richard Nixon et Richard Arnold Mullens, alors président de la Wyoming State Society.
En 1963, les fonctionnaires du Wyoming placent une réplique de la même sculpture dans la capitale de l'État à Cheyenne. Une inscription fait ressortir Esther Morris comme « la mère du suffrage féminin » et la première femme à occuper un poste judiciaire dans le monde moderne.
En 2006, le National Cowgirl Museum and Hall of Fame à Fort Worth, au Texas, présente la juge Morris, comme l'initiatrice du suffrage. Le Cowgirl Hall of Fame affirme que ses « efforts influents ont permis aux femmes de voter dans le territoire du Wyoming en 1869 »,.

## La vie après les mines
L'implication d'Esther Morris dans l'évolution du droit des femmes s'intensifie dès la fin de son mandat. En février 1872, elle participe à la convention de l'American Woman Suffrage Association à San Francisco. Nommée par le Parti de la femme du Wyoming en tant que candidate à l'Assemblée législative territoriale, elle refuse cette nomination en août 1873. En 1876, elle devient vice-présidente de la National American Woman Suffrage Association. En juillet 1890, elle présente le nouveau drapeau de l'état du Wyoming au gouverneur Warren pendant la célébration de l'état de Wyoming.
Esther Hobart Morris est décédée le 3 avril 1902, à Cheyenne. Elle est enterrée au cimetière de Lakeview, où un simple monument en pierre orné de son nom marque sa tombe.